# 于尔明
于尔明（1932年10月1日—2023年1月1日），男，汉族，中华人民共和国政治人物。曾任中共大连市委常委、秘书长，大连市政协党组书记、副主席。